# Fernando Vizcaíno Casas
Fernando Vizcaíno Casas (Valencia, 23 de febrero de 1926 - Madrid, 2 de noviembre de 2003) fue un escritor, periodista y abogado laboralista español.

## Biografía
Hijo de un fabricante de paraguas y abanicos, en 1948 se inició en el periodismo en Acción, órgano del Sindicato Español Universitario (SEU), como crítico de cine. Colaboró con Radio Nacional de España y los diarios Las Provincias y Jornada. En 1950 se trasladó de Valencia a Madrid para cursar estudios de Derecho. Consideraba al periodismo como su verdadera vocación, y con el tiempo llegaría a ser columnista en medios de líneas editoriales tan diferentes como el diario El Alcázar y la revista Interviú.
Como abogado laboralista se especializó en los aspectos jurídicos concernientes al teatro, la cinematografía y los derechos de los actores. Publicó Summa de legislación del espectáculo (1962) y La nueva legislación cinematográfica española (1964). Además publicó un completo Diccionario de cine español (1896-1966) (1968).
En 1949 ganó el Premio Teatral para Universitarios Hispanoamericanos, con su comedia La senda iluminada. De esa manera inició una carrera como dramaturgo y guionista que lo llevó a obtener numerosos premios y distinciones, como el Premio para Noveles fue para su obra Los derrotados (1950), el Premio Nacional de Teatro Calderón de la Barca por El baile de los muñecos (1951), el Premio Valencia de Teatro con El escultor de sus sueños (1953) y la Medalla del Círculo de Escritores Cinematográficos (1955). En 1984 la Editorial Planeta en conjunto con el gremio de libreros de Madrid lo eligieron Escritor del año. Obtuvo la Medalla de Oro al Mérito en el Trabajo en 2001, y en julio de 2002 fue elegido miembro del Consejo Valenciano de Cultura.
Tuvo una destacada labor como guionista de cine y de telenovelas y otros programas para TVE, de 1963 a 1965, tarea que le hizo merecedor a su segunda Medalla del Círculo Escritores Cinematográficos a la mejor labor literaria (1966), el Premio del Ministerio de Información y Turismo en la categoría de periodismo cinematográfico (1966) y el Premio Periodístico de la Fundación Nacional Francisco Franco (1978). Incluso actuó en adaptaciones de sus obras y en producciones televisivas. Varias de sus obras fueron llevadas al cine (Niñas... ¡al salón!, Hijos de papá, ...Y al tercer año, resucitó, Las autonosuyas, La boda del señor cura, etc.) en su mayoría dirigidas por Rafael Gil.
A partir de 1971, con su libro de crónicas Contando los 40, comenzó a publicar narrativa, ensayos, crónica, sátira política, testimonios autobiográficos, obra en la cual abarcó gran parte de las diversas etapas de la historia española del siglo XX. En 1978 alcanzó su primer gran éxito de ventas con la novela ...Y al tercer año, resucitó, a la que calificó de historia-ficción, y que juega con la idea de la contemplación que de la sociedad española posfranquista tendría un Franco resucitado. De ahí en más se convirtió en un auténtico superventas con más de cuatro millones de ejemplares vendidos de su obra, convirtiéndose en uno de los autores contemporáneos más leídos de España y de Hispanoamérica.
La sátira política, la nostalgia, la ironía, el humor corrosivo, las caricaturas apenas disimuladas o explícitas de políticos y otros personajes camaleónicos y acomodaticios del momento, y la visión crítica de los años posteriores al final del franquismo caracterizan buena parte de su narrativa. Muchas de sus obras son testimonio de su nostalgia por personajes, lugares, ámbitos sociales y costumbres desaparecidas en España. Admirador del pensamiento de José Antonio Primo de Rivera, también realizó una defensa explícita del franquismo, en particular en ¡Viva Franco! (con perdón) (1980). Una de sus principales preocupaciones era transmitir su visión de dicho período, del cual afirmaba que sentó las bases para el posterior despegue económico y social español. Vizcaíno Casas sostenía que esa etapa no era transmitida con justicia e imparcialidad a las nuevas generaciones.
En De camisa vieja a chaqueta nueva (1976) retrató cuarenta años de historia española, período que va desde los años de la guerra hasta el inicio de la Transición, desde la perspectiva de un militante del bando sublevado que termina plegándose a sectores de izquierda a fin de mantener los privilegios obtenidos gracias a su cercanía a los gobernantes de turno.
En Las autonosuyas (1981) satirizó el debate sobre el estado de las autonomías que tuvo su auge en la década de los 70, sin dejar de reconocer la justicia de los reclamos de las nacionalidades históricas de España, como se encargó de aclarar en la introducción a esta novela:

Debo aclarar que las autonomías serias me merecen un absoluto respeto. Creo, naturalmente, que unas pocas regiones españolas ostentan tradiciones y derechos autonómicos indiscutibles, que avalan y justifican sus muy lógicas reivindicaciones en esta materia y su legal reconocimiento. Ni que decir tiene que las ironías y los sarcasmos de esta novela de historia-ficción no pretenden herir, en absoluto, a tales regiones. Ni muchísimo menos están inspiradas en ellas.

Las novelas Cien años de honradez (1984), Los descamisados (1989), El señor de los bonsáis (1992), ...Y los 40 ladrones (1994), Todos al paro (1995) son a un tiempo sátira, crónica y crítica desencantada y humorística de la transición a la democracia y de los posteriores gobiernos del PSOE, presididos por Felipe González. Los cuentos de Niñas... ¡Al salón! (1976) y las novelas La boda del señor cura (1979), Hijos de papá (1979), Hijas de María (1983) y Chicas de servir (1985) reflejan las principales transformaciones que la sociedad española experimentó durante el siglo XX. 
Zona Roja (1986) describe la vida en Valencia durante la Guerra Civil, mientras esta ciudad era retaguardia y capital provisional de la República y donde Vizcaíno Casas vivió su niñez. La sangre también es roja (1996) muestra su visión sobre la Guerra Civil. El período de la Posguerra española es retratado en La España de la posguerra 1939-1953 (1975) y en Los rojos no usaban sombrero: anecdotario menudo de la posguerra (1996).
Publicó también ucronías como Los rojos ganaron la guerra (1989), entrevistas como las realizadas para Café y copa con los famosos (1990), crónicas, reflexiones y análisis históricos y políticos de diversos períodos de España como Un año menos: diario (1979) y tres crónicas sobre importantes episodios del período franquista: 1973, El año en que volaron a Carrero Blanco y 1975, El año que Franco murió en la cama (ambas en 1993) y 1969, El año en que Franco hizo rey a don Juan Carlos (1994). En 2002 apareció la tercera y última parte de sus memorias, Los pasos contados.
Falleció en 2003, a los 77 años de edad, después de padecer cáncer durante varios años. Esta circunstancia no le impidió trabajar hasta último momento en su despacho de abogado ni concluir su último trabajo, Nietos de papá: novela de historia-ficción, que fue publicado en forma póstuma. Sus restos fueron sepultados en Navacerrada.

## Obra

### Libros
- Summa de legislación del espectáculo (1962)
- La nueva legislación cinematográfica española (1964)
- Diccionario de cine español (1896-1966) (1968)
- Contando los cuarenta (1971)
- El revés del derecho (1973) (ensayo)
- La memoria de don Francisco y otras memorias más (1973)
- La España de la posguerra 1939-1953 (1975)
- Niñas... ¡Al salón! (1976) (cuentos)
- De camisa vieja a chaqueta nueva (1976)
- Mis Audiencias Con Franco Y Otras Entrevistas (1976)
- ...Y al tercer año, resucitó (1978)
- Hijos de papá (1979)
- Un año menos: diario (1979)
- La boda del señor cura (1979)
- ¡Viva Franco! (con perdón) (1980)
- Las autonosuyas (1981)
- El revés del derecho (1981)
- ...Y habitó entre nosotros (1982) (cuentos)
- Contando los cuarenta: Mis episodios nacionales (1983)
- Hijas de María (1983)
- Personajes de entonces (1984)
- Cien años de honradez (1984)
- Chicas de servir (1985)
- La letra del cambio (1986)
- Zona roja (1986)
- Isabel, camisa vieja (1987)
- De la checa a la meca: una vida de cine (1988)
- Las mujeres del rey católico (1989)
- Los rojos ganaron la guerra (1989)
- Los descamisados (1989)
- Café y copa con los famosos (1990)
- Entremeses variados (1991)
- El señor de los bonsáis (1992)
- 1973, el año en que volaron a Carrero Blanco (1993)
- 1975, el año en que Franco murió en la cama (1993)
- La chapuza nacional (1993)
- ...Y los 40 ladrones (1994)
- España viva (y viceversa) (1994)
- 1969, El año en que Franco hizo rey a don Juan Carlos (1994)
- Todos al paro (1995)
- Los rojos no usaban sombrero: anecdotario menudo de la posguerra (1996)
- La sangre también es roja (1996)
- Otoño caliente (1997)
- Los imposibles sueños de un señor muy de derechas (1998)
- Celuloide casi virgen (1998)
- Valencia: cartelera de espectáculos, 1940-1950 (1999)
- Las anécdotas del humor: humor con humor se paga (1999)
- Ecos de suciedad (1999)
- Las anécdotas del cine español  (2000)
- Las anécdotas de la justicia: historias puñeteras (2001)
- Los pasos contados: memorias (2003) (3 volúmenes)
- Nuevas historias puñeteras (2003)
- Nietos de papá: novela de historia-ficción (2003)

Sobre Fernando Vizcaíno Casas
- Fernando Vizcaíno Casas, mi padre (1996) por Eduardo Vizcaíno de Sas.

### Teatro
- La senda iluminada (1949) (Premio Teatral para Universitarios Hispanoamericanos)
- Los derrotados (1950)
- El baile de los muñecos (1951) (Premio Nacional de Teatro Calderón de la Barca)
- El escultor de sus sueños (1953) (Premio Valencia de Teatro)
- El sucesor (1964)
- Psicoanálisis de una boda (1965)
- El hombre del 23-F (1981) (obra de café-teatro)
- La bodeguiya (1985) (sátira musical)

### Filmografía
como actor (no exhaustiva)
- Hijos de papá (1980)

como guionista (no exhaustiva)
- Niñas... ¡al salón! (1977, dirección de Vicente Escrivá)
- Hijos de papá (1980, dir. Rafael Gil)
- ...Y al tercer año, resucitó (1981, dir. Rafael Gil)
- Las autonosuyas (1983, dir. Rafael Gil)
- Las alegres chicas de Colsada (1984, dir. Rafael Gil)
- Mi hijo y yo (1962) (televisión)
- La boda del señor cura (1979, dir. Rafael Gil)

## Distinciones honoríficas
Medallas del Círculo de Escritores Cinematográficos
| Año  | Categoría             | Película                              | Resultado |
| ---- | --------------------- | ------------------------------------- | --------- |
| 1954 | Mejor libro           | Legislación cinematográfica y teatral | Ganador   |
| 1965 | Mejor labor literaria |                                       | Ganador   |

- Medalla de Oro al Mérito en el Trabajo (27/04/2001).[11]